# 宣獻皇后 (金太祖)
宣獻皇后僕散氏（11世紀—？），金太祖完顏阿骨打妻，曾祖父斡魯補、祖父班睹、父胡闌、兄弟背魯、侄僕散忠義。
宣獻皇后事跡不詳，只知她生二子：兒子金睿宗完顏宗堯及豳王完顏訛魯朵。天會十三年（1135年），金熙宗追冊為德妃。大定元年（1161年），金世宗為祖母上諡號為宣獻皇后。